# Kvinnohistoriska
Kvinnohistoriska (fram till 2025 Stockholms Kvinnohistoriska) är ett kvinnohistoriskt museum utan egen museibyggnad med verksamhet nationellt och internationellt, med kansliets säte i Stockholm.

## Bakgrund
År 2012 motionerade vänsterpartistiska kommunpolitikern Ann Mari Engel om inrättandet av ett kvinnohistoriskt museum i Stockholm. Motionen avslogs då men frågan väcktes igen efter valet 2014. I maj 2018 presenterades planerna för det kommande museet. Kvinnohistoriska invigdes 1 mars 2019.
Kvinnohistoriska hette tidigare Stockholms Kvinnohistoriska. Man bytte namn i maj 2025.

## Verksamhet
Museet drivs som ideell förening med ett femtiotal kulturinstitutioner och andra organisationer som institutionella medlemmar. I juni 2020 hade museet fem anställda. Chef är Anna Tascha Larsson. Tidigare Lina Thomsgård (2018-2021).
Under invigningsmånaden i mars 2019 arrangerade museet ett antal programpunkter i en tillfällig lokal på Hökens gata. Därefter har museet fortsatt bedriva programverksamhet i olika former, till exempel wikipediaskrivstugor, en författarmiddag på bokmässan och en serie poddavsnitt om ”kvinnans plats”.
Hösten 2020 publicerade de en bok (Kvinnosaker) tillsammans med Albert Bonniers förlag och forskaren Karin Carlsson om kvinnohistoria genom olika föremål.

## Hyllmeter åt kvinnorna
2024 inleddes ett arkivprojekt med målet att minska jämställdhetsglappet hos museer och arkiv. Genom nomineringar från allmänheten, som sedan bedöms av en referensgrupp, väljs en eller flera kvinnor ut för aktivering hos Stockholms läns museum. På detta vis är förhoppningen att arkivera kvinnohistoriskt viktiga personer, som annars kanske skulle förbigåtts.
- 2024: Serietekets grundare Kristiina Kolehmainen (1956–2012) och Hammarby damfotbolls guldsäsong 2023[14]
- 2025: Margareta Marakatt för att bevara och föra vidare samiskt kulturarv, främst i Stockholms Sameförening.[15]